# Boxweltmeisterschaften 2023

Humo-Arena

Die von der IBA veranstalteten Boxweltmeisterschaften 2023 der Männer fanden vom 30. April bis zum 14. Mai in der Humo-Arena in Taschkent und damit erstmals in Usbekistan statt. Angemeldet waren 538 Boxer aus 107 Ländern, welche in 13 Gewichtsklassen antraten.

## Boykott und inoffizielle Teilnahmen
Die IBA war zum Zeitpunkt der WM-Ausrichtung vom Internationalen Olympischen Komitee (IOC) wegen Governance-Problemen und mutmaßlicher Korruption vorläufig suspendiert. Unter ihrem russischen Präsidenten Umar Kremlew hatte die IBA zudem russische und belarussische Boxer wieder in den internationalen Wettbewerb aufgenommen und ihnen erlaubt, trotz des anhaltenden Krieges in der Ukraine unter ihrer Nationalflagge und mit ihren Nationalhymnen anzutreten. Aufgrund dieser Vorgänge wurden die Weltmeisterschaften 2023 von zwölf nationalen Verbänden boykottiert, darunter jene der Vereinigten Staaten, Großbritannien, Ukraine, Irland, Kanada, Finnland, Schweden, Schweiz, Norwegen, Tschechien, Polen und Niederlande. Der Deutsche Boxsport-Verband verkündete vor der WM einen Teilnahmeverzicht aus trainingstheoretischen Gründen, da sich der Verband auf die im Juni beginnenden Europaspiele habe konzentrieren wollen, wo die ersten Plätze zur Teilnahme an den Olympischen Spielen 2024 vergeben wurden. Bei einem möglichen WM-Start wäre das Bundesinnenministerium für die Entsendungskosten nicht aufgekommen, da noch immer die Regelung des für den Sport zuständigen Ministeriums besteht, dass keine Zuschüsse fließen, wenn Russen und Belarussen ohne Beschränkungen an Wettbewerben teilnehmen.
Die IBA ermöglichte jedoch im Rahmen eines finanziellen Unterstützungsprogrammes die Teilnahme von insgesamt fünf Athleten aus drei Boykottländern, wobei es sich um den Polen Oliwier Szot, die schwedischen Zwillingsbrüder Adel und Adam Belalia, sowie die beiden Deutschen Youssef Lazar und Devrim Gökduman handelte, welche unter der offiziellen Flagge ihrer Herkunftsländer antraten. In einem Brief an die IBA teilte der deutsche Verband mit, dass diese Teilnehmer Deutschland nicht vertreten. Beide hätten es laut Verband nie in den Nationalkader geschafft und nie ein offizielles Nominierungsverfahren durchlaufen. Die IBA solle den Status der beiden Teilnehmer deshalb umgehend in „neutral“ ändern, was jedoch nicht erfolgte. Auch der schwedische Boxverband schickte eine Protestnote an die IBA, in welchem festgehalten wurde, dass die Brüder Belalia nicht mehr in Schweden leben und hier auch keine Lizenz besitzen würden.

## Teilnehmende Nationen
Inoffizielle Teilnahmen von Athleten, die ohne Zustimmung des nationalen Verbandes teilnahmen, sind mit einem x vermerkt.
- Afghanistan (2)
- Albanien (6)
- Algerien (7)
- Angola (2)
- Niederländische Antillen (1)
- Armenien (11)
- Australien (9)
- Aserbaidschan (13)
- Ägypten (2)
- Äthiopien (3)
- Bahamas (1)
- Brunei (2)
- Barbados (1)
- Belarus (8)
- Bosnien und Herzegowina (2)
- Botswana (4)
- Brasilien (7)
- Bulgarien (10)
- Burundi (3)
- Volksrepublik China (10)
- Chinesisch Taipeh (8)
- Cookinseln (1)
- Deutschland (2)x
- Dominikanische Republik (9)
- Ecuador (6)
- El Salvador (3)
- Eswatini (4)
- Fidschi (2)
- Frankreich (11)
- Französisch-Polynesien (1)
- Gambia (3)
- Georgien (10)
- Ghana (6)
- Griechenland (3)
- Guatemala (3)
- Guinea (2)
- Guyana (2)
- Haiti (2)
- Hongkong (3)
- Indien (13)
- Indonesien (4)
- Iran (7)
- Israel (5)
- Italien (6)
- Jamaika (2)
- Japan (9)
- Jordanien (11)
- Kamerun (4)
- Kap Verde (1)
- Kasachstan (13)
- Kenia (8)
- Kirgisistan (13)
- Kolumbien (5)
- Komoren (3)
- Kroatien (3)
- Kuba (13)
- Demokratische Republik Kongo (7)
- Lesotho (3)
- Luxemburg (1)
- Mali (1)
- Marokko (7)
- Mauritius (2)
- Mexiko (9)
- Moldau (10)
- Mongolei (10)
- Montenegro (1)
- Mosambik (4)
- Nepal (2)
- Niger (1)
- Nigeria (3)
- Nordmazedonien (2)
- Österreich (4)
- Pakistan (1)
- Palästina (3)
- Panama (2)
- Paraguay (3)
- Polen (1)x
- Puerto Rico (3)
- Rumänien (3)
- Russland (13)
- Sambia (3)
- St. Lucia (1)
- Schweden (2)x
- Schottland (1)
- Senegal (4)
- Serbien (9)
- Simbabwe (4)
- Sierra Leone (2)
- Slowenien (2)
- Spanien (11)
- Sri Lanka (1)
- Südafrika (4)
- Südkorea (11)
- Syrien (3)
- Tadschikistan (12)
- Tansania (4)
- Thailand (6)
- Tonga (1)
- Trinidad und Tobago (7)
- Türkei (11)
- Turkmenistan (10)
- Uganda (1)
- Ungarn (7)
- Usbekistan (13)
- Venezuela (3)
- Vereinigte Arabische Emirate (3)
- Zypern (1)

## Medaillengewinner
| Klasse                         | Gold                                 | Silber                              | Bronze                                                         |
| ------------------------------ | ------------------------------------ | ----------------------------------- | -------------------------------------------------------------- |
| Minimumgewicht (46–48 kg)      | Sanjar Taschkenbai Kasachstan        | Sachil Alachwerdowi Georgien        | Alejandro Claro Kuba Edmond Chudojan Russland                  |
| Fliegengewicht (48–51 kg)      | Hasanboy Doʻsmatov Usbekistan        | Billal Bennama Frankreich           | Deepak Bhoria Indien Martín Molina Spanien                     |
| Bantamgewicht (51–54 kg)       | Machmud Sabyrchan Kasachstan         | Oybek Jurajew Usbekistan            | Yosvany Veitía Kuba Dmitri Dwali Russland                      |
| Federgewicht (54–57 kg)        | Abdumalik Xaloqov Usbekistan         | Saidel Horta Kuba                   | Mohammad Hussamuddin Indien Munarbek Sejitbek uulu Kirgisistan |
| Leichtgewicht (57–60 kg)       | Sofiane Oumiha Frankreich            | Erislandy Álvarez Kuba              | Mohammad Abu-Jajeh Jordanien Wsewolod Schumkow Russland        |
| Halbweltergewicht (60–63,5 kg) | Ruslan Abdullayev Usbekistan         | Baatarsüchiin Tschindsorig Mongolei | Howhannes Batschkow Armenien Bachodur Usmonow Tadschikistan    |
| Weltergewicht (63,5–67 kg)     | Asadxoʻja Moʻydinxoʻjayev Usbekistan | Dulat Bekbaujow Kasachstan          | Lascha Guruli Georgien Misheelt Battumur Mongolei              |
| Halbmittelgewicht (67–71 kg)   | Aslanbek Schymbergenow Kasachstan    | Saidjamshid Jafarov Usbekistan      | Nishant Dev Indien Wanderson de Oliveira Brasilien             |
| Mittelgewicht (71–75 kg)       | Yoenli Hernández Martinez Kuba       | Wanderley Pereira Brasilien         | Alochon Abdullajew Usbekistan Moreno Fendero Frankreich        |
| Halbschwergewicht (75–80 kg)   | Nurbek Oralbai Kasachstan            | Tuohetaerbieke Tanglatihan China    | Gasimagomed Dschalidow Spanien Imam Chatajew Russland          |
| Cruisergewicht (80–86 kg)      | Scharabutdin Atajew Russland         | Loren Alfonso Aserbaidschan         | Georgi Kuschitaschwili Georgien Rogelio Romero Mexiko          |
| Schwergewicht (86–92 kg)       | Muslim Gadschimagomedow Russland     | Aziz Mouhiidine Italien             | Lazizbek Mullajonov Usbekistan Narek Manassian Armenien        |
| Superschwergewicht (+92 kg)    | Bahodir Jalolov Usbekistan           | Fernando Arzola Kuba                | Məhəmməd Abdullayev Aserbaidschan Ayoub Ghadfa Spanien         |

## Medaillenspiegel
| Rang   | Land                | Gold | Silber | Bronze | Gesamt |
| ------ | ------------------- | ---- | ------ | ------ | ------ |
| 1      | Usbekistan          | 5    | 2      | 2      | 9      |
| 2      | Kasachstan          | 4    | 1      | 0      | 5      |
| 3      | Russland            | 2    | 0      | 4      | 6      |
| 4      | Kuba                | 1    | 3      | 2      | 6      |
| 5      | Frankreich          | 1    | 1      | 1      | 3      |
| 6      | Georgien            | 0    | 1      | 2      | 3      |
| 7      | Mongolei            | 0    | 1      | 1      | 2      |
| 7      | Brasilien           | 0    | 1      | 1      | 2      |
| 7      | Aserbaidschan       | 0    | 1      | 1      | 2      |
| 10     | Volksrepublik China | 0    | 1      | 0      | 1      |
| 10     | Italien             | 0    | 1      | 0      | 1      |
| 12     | Spanien             | 0    | 0      | 3      | 3      |
| 12     | Indien              | 0    | 0      | 3      | 3      |
| 14     | Armenien            | 0    | 0      | 2      | 2      |
| 15     | Jordanien           | 0    | 0      | 1      | 1      |
| 15     | Tadschikistan       | 0    | 0      | 1      | 1      |
| 15     | Mexiko              | 0    | 0      | 1      | 1      |
| 15     | Kirgisistan         | 0    | 0      | 1      | 1      |
| Gesamt | Gesamt              | 13   | 13     | 26     | 52     |